# Sura Berditchevsky
Silvia Berditchevsky, detta Sura (29 ottobre 1953), è un'attrice e scrittrice brasiliana.

## Biografia
Di religione ebraica, ha ascendenze russe e romene.
Ha seguito corsi teatrali già all'età di 17 anni, dando però poi la priorità agli studi universitari in storia del giornalismo alla Fluminense di Rio. Dopo aver conseguito la laurea, nel 1977 ha esordito come attrice al cinema, e l'anno dopo è apparsa per la prima volta in una telenovela, Dancin' Days, dove ha tra l'altro svolto un ruolo notevole. Nel 1979 è stata invece una delle due protagoniste nella telenovela Marron Glacé. Nel 1981 ha lavorato in Terre sconfinate. Nel 1986 è stata nel cast di Giungla di cemento. Nel 1990 ha svolto un ruolo in Atto d'amore. Per tutta la sua carriera si è divisa tra cinema, tv e teatro.
Ha pubblicato tre libri per l'infanzia. 